# Eğil (district)
Eğil is een Turks district in de provincie Diyarbakır en telt 23.608 inwoners (2007). Het district heeft een oppervlakte van 498,9 km².
De bevolkingsontwikkeling van het district is weergegeven in onderstaande tabel.
| 1997   | 2000   | 2007   |
| ------ | ------ | ------ |
| 19.631 | 21.631 | 23.608 |